# Abdi Hasan Awale Qeybdiid
Abdi Hasan Awale lub Abdi Qeybdiid (som. Cabdi Xasan Cawaale (Qeybdiid), arab. عبدي حسن عوالي قيبديد; ur. w 1948 roku w Gaalkacyo, Somalia) – somalijski polityk. Prezydent Galmudugu – samozwańczej republiki autonomicznej w Somalii od 14 sierpnia 2012 do 23 lipca 2015.